# Mund
|  | Dieser Artikel wurde aufgrund von formalen oder inhaltlichen Mängeln in der Qualitätssicherung Biologie zur Verbesserung eingetragen. Dies geschieht, um die Qualität der Biologie-Artikel auf ein akzeptables Niveau zu bringen. Bitte hilf mit, diesen Artikel zu verbessern! Artikel, die nicht signifikant verbessert werden, können gegebenenfalls gelöscht werden. Lies dazu auch die näheren Informationen in den Mindestanforderungen an Biologie-Artikel. |

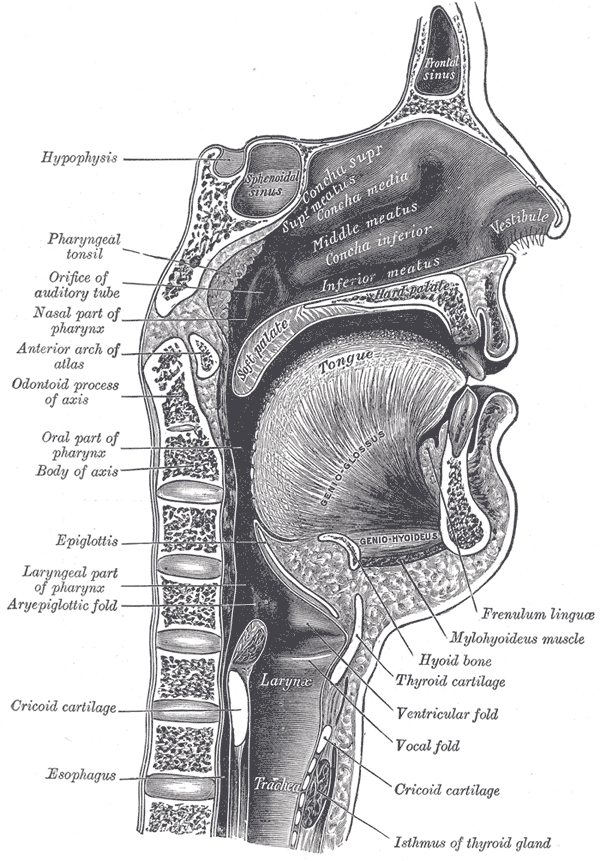
Sagittalschnitt durch den Mund

Der Mund (bei Tieren Maul genannt), lateinisch Os, ist die Körperhöhle und die ihn umgebenden Weichteile im Kopf, die den obersten Teil des Verdauungstrakts bildet. Er ist die Körperöffnung, durch die Nahrung aufgenommen wird. Er dient beim Menschen außerdem der Stimmerzeugung (Phonetik) und bei den Landwirbeltieren zur Atmung.
Je nach Lebewesen und äußerer Struktur bzw. Funktion des Mundes werden Bezeichnungen wie beispielsweise Mundwerkzeuge, Maul oder Schnabel verwendet.
Der Mund, bzw. die Mundhöhle ist, zusammen mit der Nase, der erste Teil des Luftleitenden Systems, welches, zusammen mit dem gasleitenden System, den Körper mit Sauerstoff versorgt. Seine Aufgabe ist es die Umluft zu reinigen, zu erwärmen, zu befeuchten und weiter in den Rachenraum (Pharynx) zu transportieren. Bei einer allergischen Reaktion (Anaphylaxie) kann die sich im Mundraum befindliche Zunge anschwellen und die Atemwege somit blockieren.

## Etymologie
Das gemeingermanische Wort mittelhochdeutsch munt, althochdeutsch mund ist doppeldeutig: Es kann einerseits mit lateinisch mentum „Kinn“ verwandt sein, andererseits kann es im Sinn von „Kauer“ zum indogermanischen Verbalstamm *menth- „kauen“ gehören und mit gleichbedeutend lateinisch mandare verwandt sein.

## Entwicklungsbiologie
Tiere besitzen in der Regel ein Verdauungssystem, in das Nahrung durch das Maul oder die Schnauze aufgenommen und durch den After ausgeschieden wird. Welche der beiden Körperöffnungen in der Ontogenese zuerst gebildet wird, bestimmt die Klassifizierung der Tiere als Urmünder (Protostomia, Mund zuerst) oder Neumünder (Deuterostomia, After zuerst).
Manche Tiere, wie Nesseltiere oder Strudelwürmer, besitzen keinen After; sie scheiden die Verdauungsreste wieder durch den Mund aus. Armfüßer scheiden gar nicht aus, sie verdauen ohne Überreste. Einige Endoparasiten, wie Bandwürmer, besitzen überhaupt keinen Mund. Soweit sie im Verdauungssystem eines Wirtes leben, können sie Bestandteile dessen Speisebreies direkt über ihre Außenhaut aufnehmen.

## Mund des Menschen

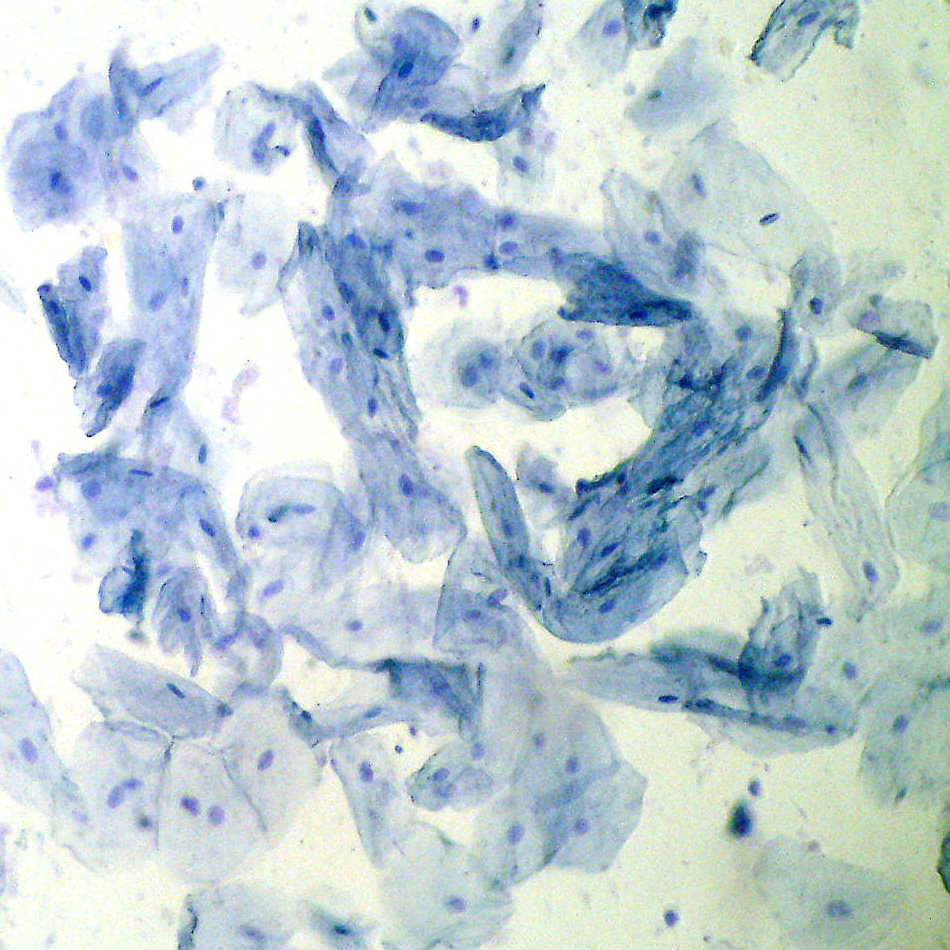
Mundschleimhaut des Menschen im Lichtmikroskop (mit Methylenblau angefärbt)

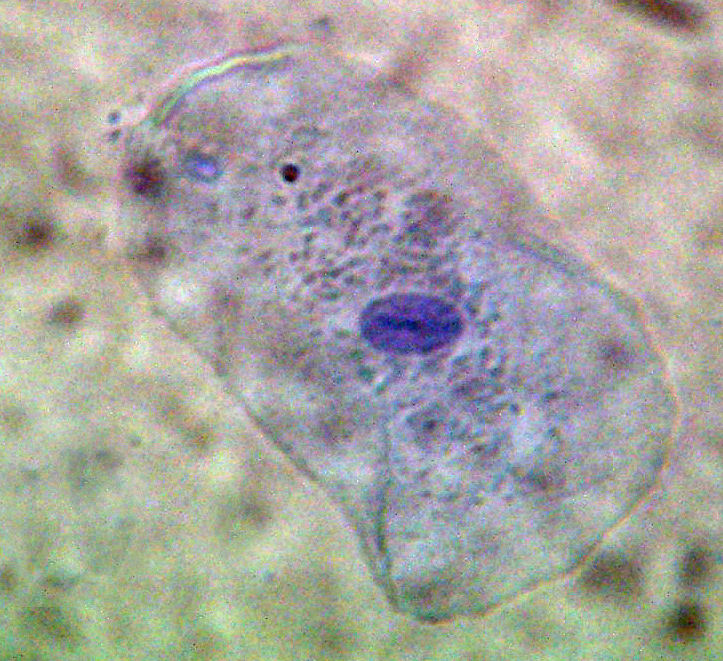
Eine Mundschleimhautzelle des Menschen im LM (mit Methylenblau angefärbt)

Beim Menschen bilden der Mund und seine Teile die vordere Öffnung des menschlichen Verdauungstraktes. In ihm wird die Verdauung eingeleitet. Die drei Hauptteile des Mundes sind:
- die Mundspalte, die von den Lippen umschlossen wird,
- der Vorhof, der sich einerseits zwischen Lippen und Wangen und andererseits zwischen Ober- und Unterkiefer mit den Zahnreihen befindet und
- die Mundhöhle, mit dem Mundboden, der Zunge und dem Gaumen.

Neben seinen Verdauungsfunktionen, dem Kauen – also Zerkleinern und Einspeicheln – dient er außerdem der Stimmerzeugung und kann zur Atmung genutzt werden. Die Lippen drücken zusammen mit der übrigen mimischen Muskulatur menschliche Gefühle aus. Der Mundraum geht in den Rachenraum über.
Regionale Bezeichnungen für den Mund des Menschen sind etwa „Waffel“ oder „Maul“.